# Marie-Geneviève-Charlotte Thiroux d'Arconville
Marie Geneviève Charlotte Thiroux d'Arconville (nata Darlus, conosciuta anche come la presidente Thiroux d'Arconville e Geneviève Thiroux d'Arconville; Parigi, 17 ottobre 1720 – Parigi, 23 dicembre 1805) è stata una scrittrice, traduttrice e chimica francese nota per il suo studio Saggio sulla storia della putrefazione pubblicato nel 1766.

## Biografia
Marie-Geneviève-Charlotte Darlus nacque da Françoise Gaudicher e André-Guillaume Darlus, il 17 ottobre 1720. L'ortografia del suo cognome da nubile è oggetto di discussione, alcuni ritengono che fosse d'Arlus o più raramente d'Artus, anche se comunemente è accettato Darlus. Suo padre era un fermier général. Con questo appellativo s'identificavano le persone che avevano titolo per riscuotere le tasse per lo Stato, in una determinata area. La madre morì quando lei aveva quattro anni, in concomitanza con la nascita della sorella Marie Angélique (1724-1802). Poco si sa dei suoi primi anni di vita. Sembra che la sua educazione sia stata piuttosto superficiale, come spesso accadeva per le bambine. Da piccola era attratta dalla scultura e dall'arte, ma all'età di 8 anni si appassionò alla scrittura.
A quattordici anni, sposò Louis Lazare Thiroux d'Arconville, un esattore che in seguito divenne presidente del Parlamento di Parigi. La cerimonia fu celebrata il 28 febbraio 1735 ed insieme ebbero tre figli: Louis (1736-1794), André Claude (1738-??) e Alexander Louis (1739-1822). In quanto donna sposata, Thiroux d'Arconville si dedicava ed amava il teatro e l'opera, similmente a molte donne del suo rango. Secondo quanto riferito, assistette a Mérope di Voltaire quindici volte di seguito. 
Nel 1743 fu colpita dal vaiolo, che la segnò in modo indelebile. Questa dolorosa esperienza la spinse a ritirarsi dalla vita mondana e a dedicarsi allo studio. Frequentò dei corsi di scienze al Jardin des Plantes, il Giardino dei Re di Parigi, nonché centro d'istruzione medica fondato nel 1626 dal re Luigi XIII. Si dedicò alla fisica, anatomia, botanica e seguì i corsi di chimica di Guillaume-François Rouelle. Studiò da autodidatta l'inglese e l'italiano. Si approcciò alla scrittura proprio grazie alle traduzioni. La sua prima pubblicazione fu Avis d’un Père à sa Fille opera di George Savile, I marchese di Halifax che lei tradusse nel 1756. La sua seconda traduzione, pubblicata nel 1759, fu l'opera del medico inglese Peter Shaw (1694-1763), Les Secrets et les fraudes de la chymie et de la pharmacie modernes dévoilés, e nello stesso anno tradusse l'opera più famosa del medico britannico Alexander Monro, Traité d'ostéologie. Un traité sur l'anatomie des os humains. durante la sua vita tradusse numerosi scritti e ne pubblicò molti altri, si calcola circa una quarantina di testi.
Aveva relazioni di amicizia con numerosi intellettuali del suo tempo fra cui il chimico François Poulletier de La Salle, il poeta Jean-Baptiste-Louis Gresset, lo storico Jean-Baptiste de La Curne de Sainte-Palaye, l'economista Anne Robert Jacques Turgot, probabilmente il chimico Pierre-Joseph Macquer e molti altri. Nel 1755 allestì un laboratorio a Crosne, dove possedeva un castello, e lo rifornì di attrezzature chimiche, ordinando anche dei libri dalla Biblioteca nazionale di Francia. Fu proprio in questo laboratorio che iniziò a fare esperienze sulla putrefazione, che le servirono per pubblicare il suo famoso saggio Essai pour servir à l'histoire de la putréfaction nel 1766. Ha 46 anni e decide di sospendere le sue ricerche di chimica. Benché il motivo sia ignoto, i biografi sottolineano che corrisponde al suo trasloco da Crosne a Parigi, in rue du Grand-Chantier, dove non possiede un laboratorio.
Nel 1767 riprende a pubblicare traduzioni, ma anche romanzi e saggi, e nel 1771 appare la sua prima biografia storica incentrata sulla vita del cardinale Arnaud d'Ossat. Le sue biografie più famose saranno quelle su Maria de' Medici del 1774 e su Francesco II di Francia del 1782. Decede a Parigi il 23 dicembre 1805 all'età di 85 anni.